# Benjamin Joppe
Benjamin Joppe (Baarn, 2 juni 1898 - Amsterdam, 2 oktober 1956) was gezagvoerder in de koopvaardij en NSB'er. Hij speelde tijdens de Tweede Wereldoorlog een rol als V-Mann (vertrouwensman) op de spionageloggers voor de Marine Abwehrstelle te Overveen. Hij werd op 4 januari 1950 veroordeeld tot levenslange gevangenisstraf wegens gepleegde misdrijven.

## Opleiding
Joppe was voorafgaand aan de Tweede Wereldoorlog als officier koopvaardij werkloos geraakt. Dit had te maken met een chronische nierziekte waaraan hij leed. Een eigen bloemisterij verliep; hij solliciteerde in eind 1940 op een advertentie waarin men zocht naar medewerkers voor de Hafenüberwachungsstelle te Amsterdam. Hij werd na een korte kennismaking in december 1940 ontvangen door een contactpersoon, de oud-gezagvoerder en NSB'er Jan Dirk Vader. Die stelde hem voor aan drie andere sollicitanten. Hen werd verteld dat zij in Den Haag een 8 maanden durende opleiding zouden moeten volgen voor marconist. Het doel van de opleiding was hun toekomstige plaatsing als marconist en V-Mann op een vissersschip. Zij zouden vanuit zee waarnemingen doorseinen naar Hilversum waar de Marine-abwehr haar moedercentrale voor hun berichtgeving had.
Begin 1941 werd Joppe echter ziek en miste hierdoor goeddeels de opleiding. Na terugkeer in augustus werd hem duidelijk gemaakt dat hij vanaf dat moment als V-Mann voor de zeevaart ongeschikt was bevonden. Op zijn dringende verzoek en uit medelijden bood Vader hem een werkplek aan bij de Hafenüberwachungsstelle te Amsterdam. Enkele maanden later werd Joppe door Jan Dirk Vader - die intussen was overgegaan naar de Hafenüberwachungsstelle te IJmuiden - óók daarheen gehaald. Daar ook maakte Joppe in februari 1942 kennis met de Kapitänleutnant Friedrich Carl Heinrich Strauch die het hoofd was van de Marine-abwehrstelle te Overveen. Deze leverde de gewenste en door zijn Dienststelle opgeleide marconisten en zocht contact met reders die schepen beschikbaar wilden stellen voor spionage ter zee. In afwijking met de meeste andere V-Männer waren de maritieme vertrouwensmannen tijdens hun dienst aan boord van een schip standaard bewapend.

## Dubbelfunctie
Terwijl Joppe reeds zijn werkzaamheden voor de Hafenüberwachungsstelle te IJmuiden verrichtte, bereikte hem de opdracht van Strauch om, naast het werk bij deze Hafenüberwachungsstelle, ook als contactpersoon bezig te gaan voor Strauch. Vader zou zich later beklagen dat Strauch, die geen vriend van hem was, zijn protegé volledig in beslag had genomen. Ten dienste van de Marine-abwehr zou Joppe voortaan de expliciete plaatsing van de V-Männer als marconisten op spionageloggers voorbereiden en afdoen. Alle V-Männer zouden na hun zeereis bij Joppe een afzonderlijk verslag moeten inleveren; Joppe zou dit uittypen en vervolgens doorsturen naar de Dienststelle in Overveen. Daarnaast zou hij voor allen de zend- en ontvangstapparatuur, de verrekijkers, de codekaarten, hun bewapening en hun privéspullen beheren. Het Abwehr-programma van Strauch ging overigens goeddeels om buiten de bemoeienis van de Hafenüberwachungsstellen. Wél moest door de Abwehrstelle Overveen melding worden gedaan van vertrek en aankomst van Strauchs spionageloggers bij de Hafenüberwachungsstelle te IJmuiden.

## Oberst Boecking
In april 1943 was Strauch enige tijd ziek. Zijn waarnemer werd de Oberst Boecking. Deze sloeg een eigen weg in en zorgde voor een - naar later uit een verklaring zou blijken - niet zeewaardig Urks vissersschip, de UK 143. Vier V-Männer van Strauch werden door Boecking aangewezen als bemanningsleden onder leiding van een Scheveningse schipper. Men zou gaan vissen en uitvaren vanuit Scheveningen en dit met toestemming van de Hafenüberwachungsstelle te Rotterdam. Joppe werd eveneens naar Scheveningen gedirigeerd om daar als contactman te fungeren.
Strauch, die kort erna terugkeerde, was zeer geërgerd en blies Boeckings probeersel meteen af. De UK 143 werd naar IJmuiden gevaren waar ze ging deelnemen aan de kustvisserij aldaar. Joppe kreeg in juli 1943 ontslag nadat naar zijn zeggen ‘de dienst in IJmuiden werd opgeheven’. Dit was niet het geval: Strauch werd overgeplaatst naar Parijs en vermoedelijk hebben destijds andere leidinggevenden Joppe voor zijn taken niet voldoende bekwaam geacht. Tot in maart 1945 hebben namelijk vissersschepen gevaren vanuit Delfzijl met aan boord een V-Mann. Nadat twee vissersschepen met aan boord een vertrouwensman plotseling op vrijwel hetzelfde tijdstip tijdingloos geraakten - vrijwel zeker door Engelse vliegers tot zinken gebracht - kwamen de Abwehr-activiteiten tot stilstand.

## Verradersrol
Strauchs vertrouwen in Joppe was eerder al stilaan gaan wankelen en hij dreigde toen enkele malen om Joppes werkplek op te heffen. Dit ontslag hing Joppe dus als een zwaard van Damocles boven het hoofd. Het zou in juli inderdaad zijn beslag krijgen maar tussentijds vond - met Benjamin Joppe in de hoofdrol - een tragedie plaats. Het is niet duidelijk of hier al dan niet van toeval sprake is geweest. In het voorjaar van 1943 ontmoette Joppe, die vergezeld werd door een (zijn?) vrouw, namelijk in de trein van IJmuiden naar Haarlem een treinpassagier, Wijnandus Pieters genaamd. Deze was eveneens vergezeld van een reisgenoot: Henri A. de Winter. De mannen raakten in gesprek met Joppe waarbij de laatste zich sterk anti-Duits toonde. Verder werd duidelijk dat Joppe wegen kende om mensen naar Engeland te laten oversteken. Pieters en De Winter moesten overstappen voor bestemming Amsterdam. Ook Joppe bleek naar Amsterdam te moeten en hij en zijn medereizigster voegden zich weer bij de twee mannen. Het gesprek over Engelandvaarders werd vervolgd en Pieters en De Winter bleken, vanwege vrienden die wilden oversteken naar Engeland, zeer geïnteresseerd in Joppes mogelijkheden en zij wisselden daarom met elkaar adressen uit.

## Opnieuw Strauch
Dit alles vond nog plaats voorafgaand aan Joppes ontslag in juli 1943 bij de Hafenüberwachungsstelle te IJmuiden en/of de Abwehrstelle van Strauch. De laatste was op dat tijdstip nog in Nederland. Joppe meldde zijn ‘vondst’ aan Strauch die hem daaropvolgend de opdracht gaf, het contact met de twee mannen te intensiveren. Strauch verwachtte namelijk dat de aspirant-Engelandvaarders ongetwijfeld geheim materiaal zouden meevoeren voor de Engelse inlichtingendienst. Het leggen van contacten met de toekomstige vluchters lukte en in maart of april 1943 volgde een persoonlijk onderhoud tussen Pieters, De Winter en twee aspirant-Engelandvaarders enerzijds en Joppe anderzijds. De laatste sprak over een beschikbaar vissersschip dat in zijn lege visruim zeker acht personen kon bergen. De operatie zou de vluchters, naar Joppe zei, f. 50.000.- gaan kosten. Dit leidde bij de aspirant-Engelandvaarders tot problemen. Intussen voegde Strauch aan Joppe een tweede man - genaamd Vermeeren - toe om de zaak te versnellen. Joppe had de vluchters kort nadien verteld dat Vermeeren koste wat kost ook naar Engeland wilde vertrekken. Vermeeren gaf - om vertrouwen te wekken bij de vluchters - aan, de helft van het hoge bedrag te willen bijdragen. In die laatste fase vond in april/mei 1943 nog een gesprek plaats tussen iemand van de Marine-abwehrstelle Overveen, de V-Mann en verrader Joppe en de verrader Vermeeren. Alhoewel wel wordt gesuggereerd dat het hier Strauch betrof, ging het in werkelijkheid om Wilhelm Edzard, een Duitser, oud-legerofficier en assistent van Strauch. De laatste verbleef in die periode voor Abwehr-zaken in Spanje.

## Centraal Station
Tussentijds vielen enkele deelnemers af en traden anderen toe. De Winter haakte uiteindelijk af als helper omdat hij Joppe niet vertrouwde. Er vonden nog laatste ontmoetingen plaats. Op 16 mei werd op het Centraal Station aan Joppe een bedrag van f. 500.- gulden afgedragen dat, naar hij zei, nodig was voor de aanschaf van stookolie voor het schip. Op het station werd ook afgesproken dat de afvaart naar Engeland zou plaatshebben op 18 mei. De vertrekkers zouden zich op die dag verzamelen op het station. De als vissers vermomde politiemensen waren dan ook op die cruciale dag in IJmuiden aanwezig om de vluchters straks, bij het aan boord gaan, te arresteren. Enkele aspirant-Engelandvaarders kwamen echter die dag niet opdagen en het vertrek werd afgeblazen. Op 19 mei vond bij een der vluchters thuis in het bijzijn van Joppe en Vermeeren opnieuw een overleg plaats. Nadat nogmaals de financiële situatie was besproken werd de afvaart verplaatst naar 20 mei.
De twee broers Beck, de twee broers Reyntjes, Johan Roos en David van Eeghen, de zes aspirant-vluchters, bijgestaan door de helper Lijten, vertrokken op 20 mei inderdaad vanaf het Centraal Station. Vermeeren, de zogenaamde medevluchter, voegde zich bij hen op weg naar IJmuiden. Daar wachtte Joppe hen in de wachtkamer van het station IJmuiden op. Hij zou hen stuk voor stuk naar het wachtende vissersschip brengen. Het bleek hier te gaan om de UK 143, het schip dat eerder in gebruik was geweest als onderdeel van het spionageplan van de Abwehrman, Oberst Boecking. In en rondom het schip hielden zich, evenals op 18 mei, opnieuw als vissers vermomde politiemensen op. Zoals afgesproken bracht Joppe hen een voor een naar het schip, Vermeeren als eerste. Hij werd voor de schijn in de ruimte van het schip gekneveld en op een afzonderlijke donkere plaats neergezet. Voor de twee wachtende - beruchte - politiemensen Slagter en Poos, die de vluchters in de benedenruimte opvingen, was het een herhaling van een vrijwel identiek verraad waaraan zij hadden deelgenomen op 4 januari 1942.

## Handdruk
Zij staken ter verwelkoming de hand uit naar de gearriveerde vluchter, drukten deze de hand en trokken de aangekomene vervolgens meteen tegen de grond. Twee assisterende politiemensen knevelden daarna het slachtoffer. Dit werd nog vijf maal herhaald waarna alle aspirant-Engelandvaarders onderdeks waren aangekomen. Het schip voer daarna in de richting van de havenmond en zette de zes mannen én Vermeeren over op een scheepje van de Kriegsmarine. Hiermee werden zij naar de wal gevaren en op de kant gezet. In de ruimte waarheen ze werden afgevoerd werd de vluchters gevraagd wie van hen de leiding had. Vermeeren reageerde ogenblikkelijk en zei dat hij dat was, waarna hij uit het zicht van de anderen verdween. Zijn ‘toneelstukje’ had tot succes geleid.
Aan de wal viel de politie één der helpers van de vluchters op en deze - Max Lijten - werd eveneens gearresteerd. Pieters werd op 11 juni 1943 thuis gearresteerd. De arrestanten werden daaropvolgend via Vught naar concentratiekampen afgevoerd. Max Lijten, Henny Beck, Nico Beck en Dave van Eeghen overleden daar. Ook Jan de Pagter, die buiten het beeld veel had bijgedragen om de aspirant-Engelandvaarders weg te krijgen en die op 2 augustus 1943 werd gearresteerd, overleefde het concentratiekamp niet. Johan (Joop) Roos overleefde weliswaar het concentratiekamp, maar werd fysiek een wrak. Hij raakte verlamd en doof en een behandelend arts verklaarde tijdens de rechtszitting dat Roos op zijn best blijvend totaal invalide zal blijven. Hij overleed op 4 september 1949.

## Joppe en Vermeeren
Joppe werd in mei 1949 door het Amsterdamse Bijzonder Gerechtshof veroordeeld tot de doodstraf; deze werd omgezet door het Hof van Cassatie in een levenslange gevangenisstraf. Vanwege diens ongeneeslijke nierziekte werd Joppe op 26 juni 1956 gratie verleend. Hij overleed te Amsterdam op 2 oktober 1956. Vermeeren tegen wie twee eisen werden uitgesproken, kreeg uiteindelijk na cassatie één gezamenlijke straf opgelegd van 24 jaar, nadat ook hem aanvankelijk de doodstraf was opgelegd. Hij kreeg in 1961 gratie en overleed op 27 mei 1981 te Hoorn. Een opmerkelijk gebeuren sloot de tragedie af. De vrouw van Vermeeren, een moeder met nog jonge kinderen, bezocht Joop Roos meerdere malen in het ziekenhuis waar hij werd verpleegd. Zij vroeg Joop Roos om vergeving en naar vermeld heeft deze zijn verrader Vermeeren diens wandaden alsnog 'menselijkerwijs' vergeven.